# Wilhelm Filchner
Wilhelm Filchner (Munique, 13 de setembro de 1877 — Zurique, 7 de maio de 1957) foi um explorador alemão.
Aos 21 anos ele participou de sua primeira expedição na Rússia, dois anos depois Filchner viajou sozinho pelas montanhas Pamir e de 1903 a 1905 conduziu uma expedição pelo Tibete.
Ao retornar, Filchner foi encarregado de organizar uma expedição alemã à Antártica, a qual foi conduzida a bordo do navio Deutschland e descobriu a costa Luitpold e a plataforma Filchner-Ronne.
Recebeu o prêmio nacional alemão para a arte e a ciência de Adolf Hitler como reconhecimento pela sua expedição.

## Obras
- Ein Ritt über den Pamir.
- Das Kloster Kumbum, 1906.
- Zum sechsten Erdteil. Die zweite deutsche Südpolar-Expedition, 1922.
- Tschung-Kue – Das Reich der Mitte – Alt-China vor dem Zusammenbruch, 1924.
- Sturm über Asien, 1924.
- Quer durch Ost-Tibet, 1926.
- Wetterleuchten im Osten. Erlebnisse eines diplomatischen Geheimagenten, 1927.
- Om mani padme hum. 1928?
- Kumbum Dschamba Ling. Das Kloster der hunderttausend Maitreyas. Ein Ausschnitt aus Leben und Lehre des heutigen Lamaismus, 1933.
- Bismillah! – Vom Huang-ho zum Indus, 1938.
- Ein Forscherleben. Wiesbaden 1951.
- In der Fieberhölle Nepals Wiesbaden 1952.